# 2000Wat
2000Wat is een Antwerpse hiphopformatie die in 2006 ontstond uit de bands Destruktivz en Apostrophe
In 2008 werd het debuutalbum Koekembak uitgebracht met gastbijdragen van Tourist LeMC, Seno en Perverz. Om de release van het album te ondersteunen, werd samen met Tim Dalle het hiphop-platenlabel Eigen Makelij opgericht.
De groep leverde ook een aantal nummers op de compilatie-albums Eigen Makelij Volume 1 en Eigen Makelij Volume 2.
De single Gaan bereikte de eerste plaats in de Puur Belgisch lijst van jongerenzender JIM.
In maart 2010 was de band samen met NAG als een van eerste Belgische groepen te gast in het televisieprogramma 101Barz op de Nederlandse digitale zender 101 TV, wat hun naamsbekendheid in Nederland vergrootte. Het Antwerps accent zorgt ervoor dat 2000Wat in Nederland niet altijd even goed verstaanbaar is.

## Bandleden
- Rasss (Kevin Cloos): MC
- Six-M (Florian Ferny): MC
- Pasi (Kim Nzita Vangu): MC
- Crossfingaz: dj
- Mastafingaz (Didier Letiexhe): dj
- Eskeep: productie

## Discografie
- Koekembak (2008)